# Roifman-Chitayat-Syndrom
Das Roifman-Chitayat-Syndrom ist eine sehr seltene angeborene Erkrankung mit einer Kombination von Immundefekt und Fehlbildungen in Gesicht, Augen und Skelett.
Das Syndrom ist nicht zu verwechseln mit dem Roifman-Syndrom oder dem Roifman-Melamed-Syndrom, heute als Spondyloenchondrodysplasie bezeichnet.
Die Bezeichnung bezieht sich auf die Autoren der Erstbeschreibung aus dem Jahre 2009 durch die kanadischen Ärzte Chaim M. Roifman und D. Chitayat.

## Verbreitung
Die Häufigkeit wird mit unter 1 zu 1.000.000 angegeben, die Vererbung erfolgt autosomal-rezessiv.

## Ursache
Der Erkrankung liegen Mutationen auf Chromosom 15 Genort q11–q21.1 zugrunde.

## Klinische Erscheinungen
Klinische Kriterien sind:
- Immundefekte mit wiederholter bakterieller, viraler oder pilzbedingter Infektion
- Neurologische Auffälligkeiten wie Muskelhypotonie, Ataxie, Myoklonien
- Entwicklungsverzögerung
- Optikusatrophie
- Gesichtsdysmorphie mit hoher Stirn, Hypertelorismus, flachem und breitem Nasenrücken, dünne Oberlippe, rechteckiges Kinn
- Skelettfehlbildungen wie kurze Handwurzelknochen, Mittelfußknochen, konusförmige Epiphysen und Osteopenie